# Bouchea longiflora
Bouchea longiflora là một loài thực vật có hoa trong họ Cỏ roi ngựa. Loài này được (Moldenke) G.L.Nesom mô tả khoa học đầu tiên năm 1991.